# Kom van Hygieia

Een abstracte weergave van de kom van Hygieia

De kom van Hygieia is een van de symbolen van de farmacologie en vormt evenals de esculaap een symbool voor de geneeskunde. Hygieia was de Griekse godin van gezondheid, hygiëne en de dochter van Asclepius. Het symbool van Asclepius is zijn staf, met een slang eromheen; dienovereenkomstig is het symbool van Hygieia een beker of kelk met een slang die om de stengel is gewikkeld. In de oorspronkelijke eed van Hippocrates werd naast Asclepius en Panacea ook Hygieia aangeroepen.

## Gebruik van symbool door farmaceutische organisaties
De schaal van Hygeia is sedert minstens 1796 gebruikt als symbool van de apothekers. In dat jaar werd een munt geslagen met dit symbool voor de organisatie van Parijse apothekers. 
De schaal met Hygieia is een veelgebruikt symbool op uithangborden voor apotheken in Europa. In de Angelsaksische wereld is de vijzel en stamper een gebruikelijker symbool.

## Unicode karakter
Er bestaat in Unicode een karakter voor dit symbool, het karakter 🕏 op codepunt U+1F54F, maar ondersteuning in fonts voor dit karakter is zeer mager.

## Afbeeldingen

Heel Europa
Oostenrijk
Duitsland
Hongarije